# (20091) 1994 PK20
A (20091) 1994 PK20 a Naprendszer kisbolygóövében található aszteroida. Eric Walter Elst fedezte fel 1994. augusztus 12-én.